# Johan Göransson (teolog)
Nils Johan Göransson, född 4 april 1863 i Sunne, död 22 juli 1940 i Danmarks församling, var en svensk teolog. Han var farbror till professorn i kyrkohistoria Sven Göransson.
Göransson blev student vid Uppsala universitet 1884, avlade teologisk-filosofisk examen 1886 och dimissionsexamen 1889 där, prästvigdes 1891 och utnämndes 1898 till garnisonspastor i Karlsborg. Han blev docent i teologiska prenotioner 1906, samt var professor i dogmatik och moralteologi i Uppsala 1911–1928.  År 1911 promoverades han till teologie doktor. Från 1913 var han censor vid studentexamina. År 1920 var han ledamot av kyrkomötet, vald av teologiska fakulteten i Uppsala. 
Göransson utövade mycket omfattande och djupgående teologiskt författarskap på religionsfilosofins, dogmatikens och dogmhistoriens områden. Bakgrunden för Göranssons författarskap bildar den boströmska filosofin. I sitt tänkande utgår han från människans religiösa trängtan, vars svar han finner i den genom honom uppenbarade givna trossanningen. Göransson vill ställa den i ett sådant sammanhang, att den kan förenas med en konsekvent genomförd, idealisk världsåskådning.
Till sin teologiska åskådning betraktades han under sin tidigare period som representant (vid sidan av Nathan Söderblom och Samuel Fries) för en ganska utpräglad "liberal" ståndpunkt. Särskilt gav ett av honom vid det kyrklig-teologiska mötet i Örebro 1910 hållet föredrag, Frågan om Kristus, anledning till häftiga angrepp från teologiskt konservativt håll. 
Under senare år gjorde sig emellertid hos Göransson en utveckling i riktning mot en närmare anknytning till den äldre kyrkliga åskådningen allt tydligare märkbar, och vid kyrkomötet 1920 framträdde han i flera hänseenden som förkämpe för en utpräglad högerståndpunkt.
Johan Göransson är begravd på Uppsala gamla kyrkogård.